# بیتائو (بازیکن فوتبال)
بیتائو (به پرتغالی: Ebert William Amâncio) مدافع اهل برزیل است که در شهر سائوپائولو و در تاریخ ۱۱ نوامبر ۱۹۸۳ به دنیا آمده‌است.
بیتائو در تیم‌های فوتبال کورینتیانس سابقهٔ حضور دارد.